# Berthold Hauser
Berthold Hauser (* 18. Juli 1713 in Wildenberg; † 14. März 1762 in Dillingen an der Donau) war ein deutscher Jesuit, Mathematiker, Philosoph und Hochschullehrer.

## Leben
Hausers früher Lebensweg ist nicht bekannt. Er trat 1729 in den Jesuitenorden ein, später wurde er zum Priester geweiht. 1748 wurde er zum Professor der Ethik an die Universität Ingolstadt berufen. Bereits 1749 wechselte er an die Universität Dillingen, an der er eine Professur der Mathematik erhielt. In Dillingen lehrte er bis zu seinem Tod außerdem Philosophie und Hebräisch.
Hauser nahm innerhalb des Jesuitenordens zu seiner Zeit eine Sonderstellung ein, durch seine für diese Zeit moderne Naturauffassung.

## Werke (Auswahl)
- Positiones Ex Universa Philosophia Selectae, Ex Logica, De Principiis Philosophiae, Dillingen 1751.
- Elementa Philosophiæ Ad Rationis Et Experientiæ Ductum Conscripta, Atque Usibus Scholasticis Accommodata, 8 Bände, Wolff, Augsburg 1755–1764.